# Mercedes-Benz S-Клас
Mercedes-Benz S-Клас — серія повнорозмірних седанів, які виготовляє концерн Daimler AG під маркою Mercedes-Benz і які вже багато років є лідерами продажу серед автомобілів цього класу.
Його історія бере свій початок ще з 20-х років. Після створення 20 червня 1926 акціонерного товариства Daimler-Benz на світ з'явився 6-циліндровий автомобіль, який являв собою перероблений автомобіль конструкції Фердінанда Порше. Цей великогабаритний і неповороткий автомобіль отримав індекс W05 і фактично став прародичем сучасних нинішніх представницьких седанів цієї марки. Всього в 1928 році було випущено 377 таких автомобілів. Наступниками першого представницького седана стали автомобілі Mercedes-benz Mannheim 350/370 (кузов W09,W10) і Nurburg (кузов W08). Замикав цю когорту знаменитий Mercedes Type 770 (кузов W07), на прізвисько «Кайзерваґен».
Після Другої Світової Війни в історії цих автомобілів простежуються три головні віхи: Mercedes 300 Adenauer (кузов W186), названий на честь першого канцлера ФРН Конрада Аденауера, знаменитий великий Mercedes 600 (кузов W100). Починаючи з моделі 300SE (кузов W112) конструкції 1961 року, компанія розпочала використовувати літеру «S» в найменуванні своїх великогабаритних седанів. «300SE» відрізнявся від інших авто того часу прекрасною системою активної безпеки. Ця модель отримала овальні вертикальні фари і перший в сім'ї «S» класу V-подібний 8-циліндровий двигун.

## Mercedes-Benz W116 (1972—1980)

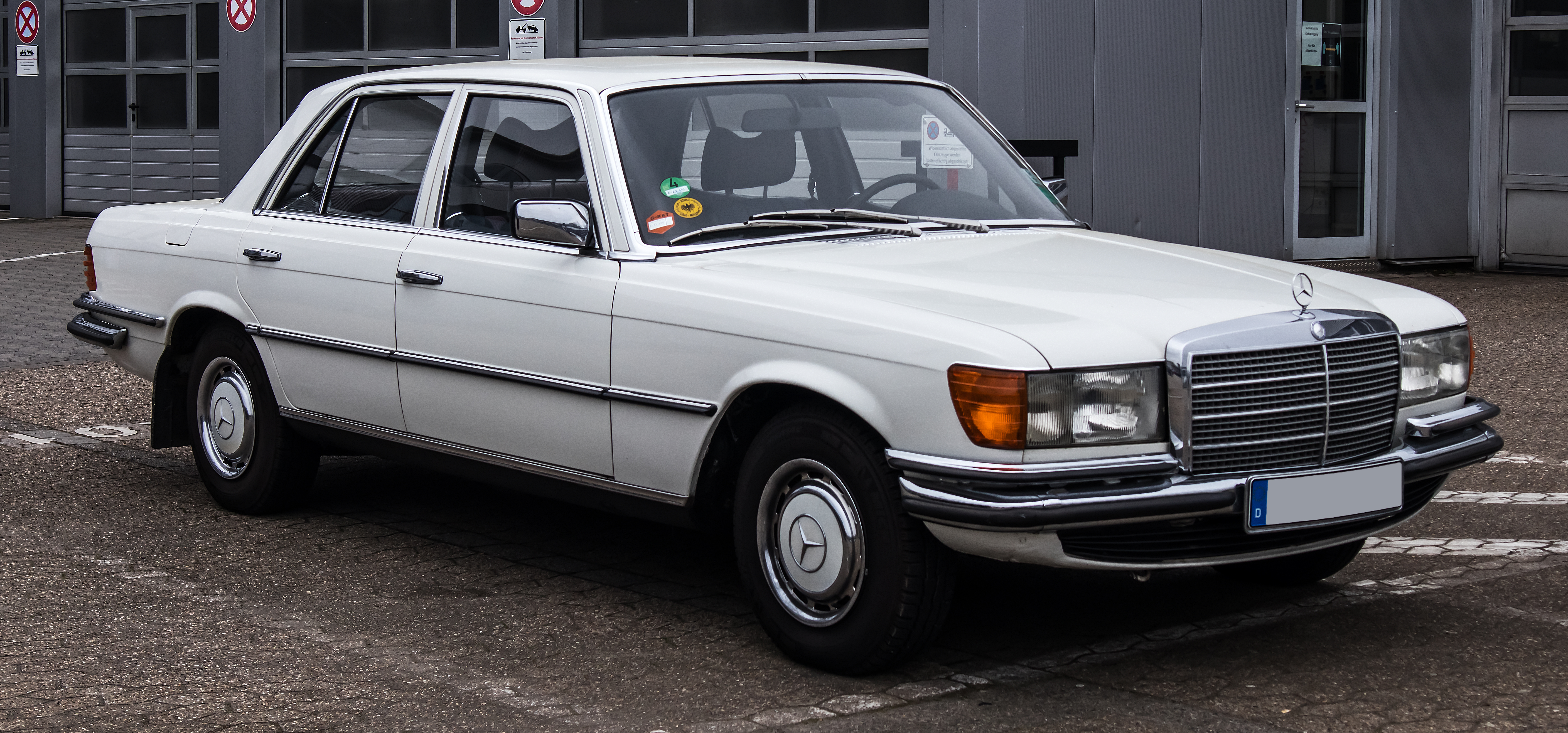
Mercedes-Benz 280 S (W116)

Перший офіційний Mercedes-Benz S-класу — це W116. Автомобіль оснащувався п'ятьма двигунами: чотирма бензиновими («шісткою» 2.8 і «вісімками» 3.5, 4.5 та 6.9) і дизельною трилітровою «шісткою». Вже тоді на автомобіль ставили водійську подушку безпеки, АБС і пневмопідвіску. До 1980 року на заводі в Зіндельфінгені було зроблено більше 423 тисячі автомобілів.  

## Mercedes-Benz W126 (1979—1991)

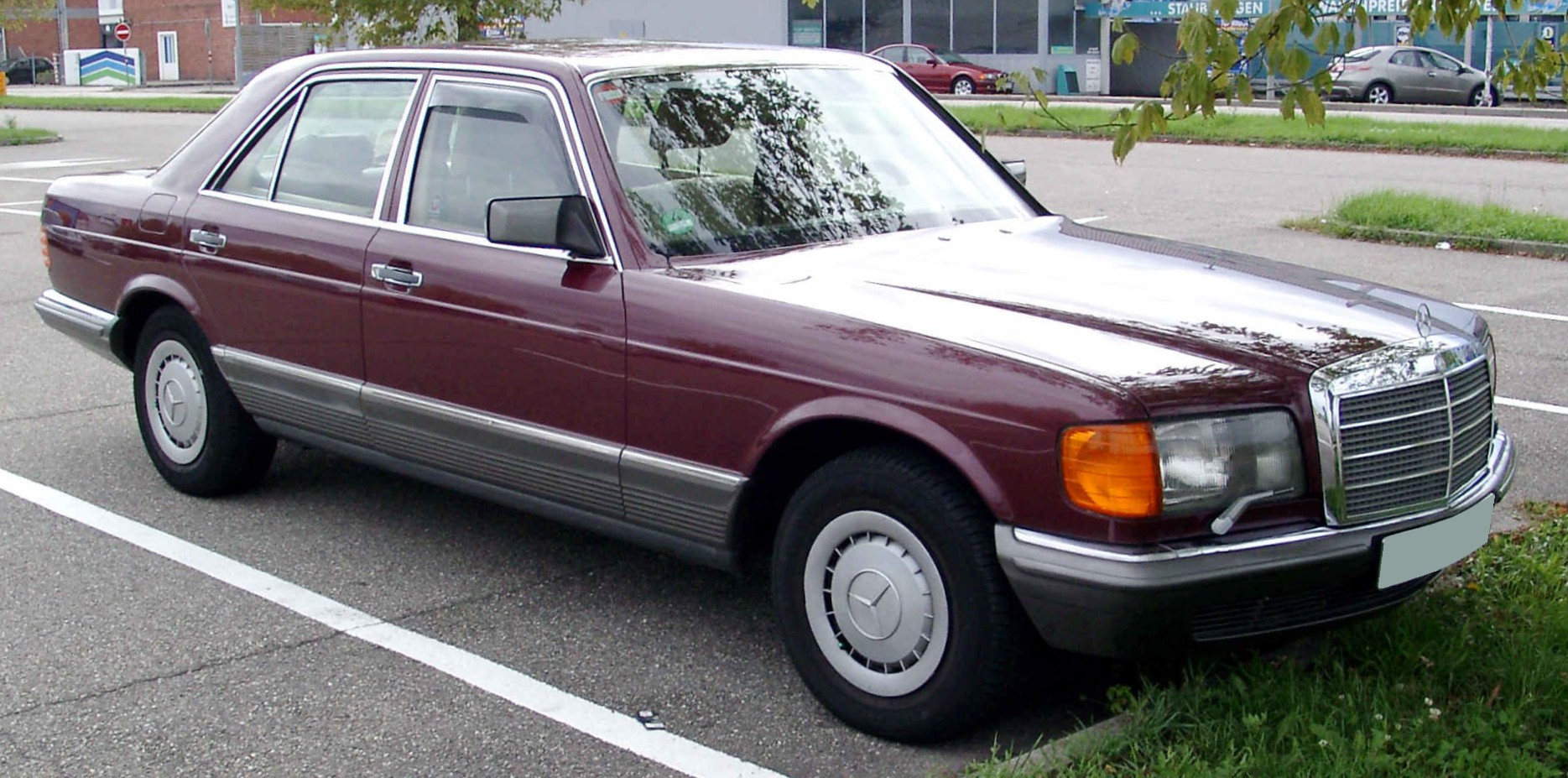
Mercedes-Benz 380 SE (W126)

З 1980 по 1991 рік там же випускався Mercedes S-класу W126. Улюбленець еліти був суворий і стриманий як зовні, так і зсередини. Мінімальна довжина становила 4995 мм, а колісна база — 2935 мм. У різний час під капотом флагмана побувало аж дев'ять двигунів,потужністю від 134 до 295 к.с. Седан Mercedes 560 SE з флагманською «вісімкою» 5.6 (455 Н•м) міг розганятися до сотні за 6,9 с при максимальній швидкості 250 км / год. Седан розійшовся тиражем 818 тисяч автомобілів.

## Mercedes-Benz W140 (1991—1998)

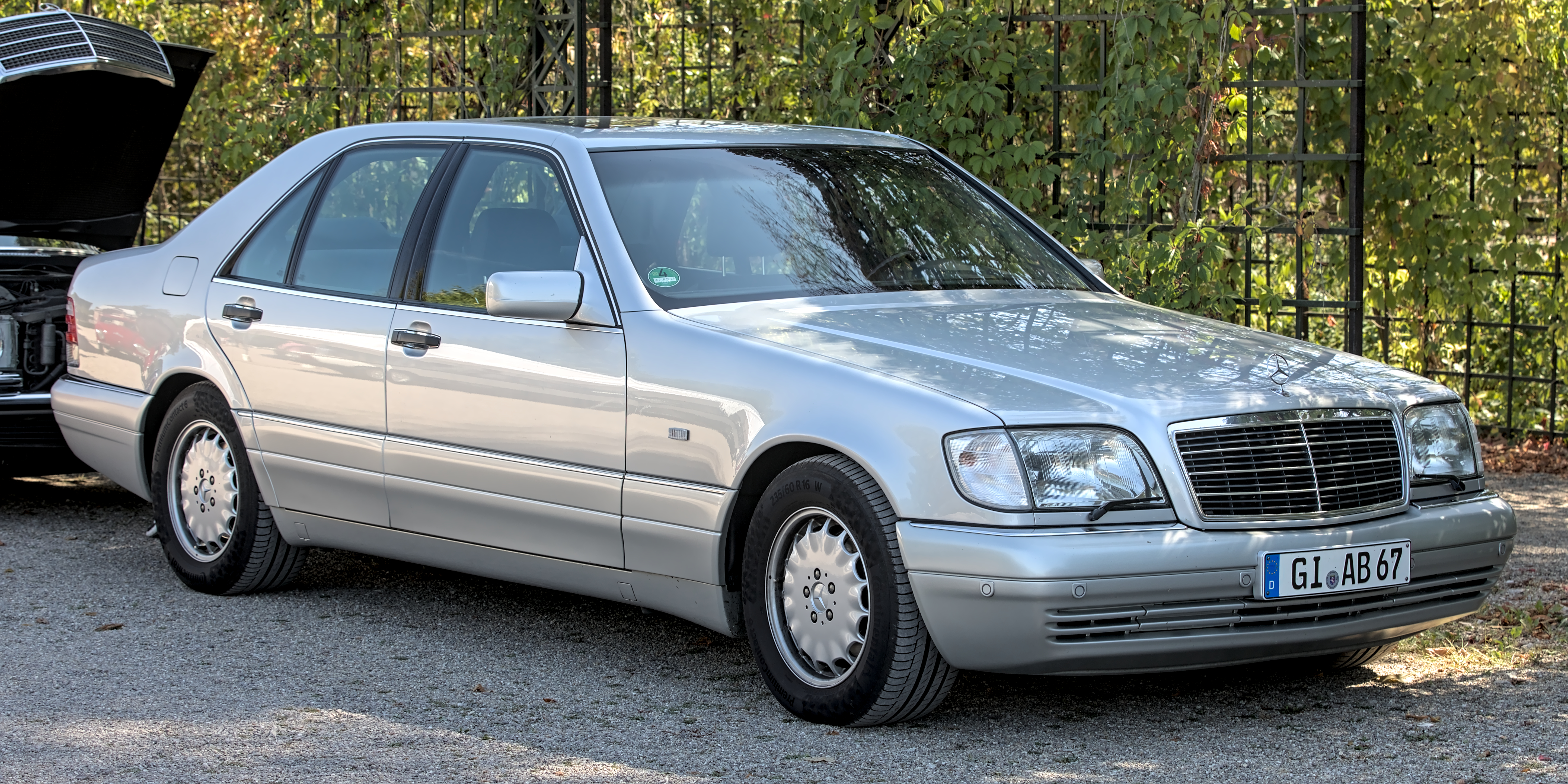
Mercedes-Benz 300 SE (W140)

У березні 1991 року німці представили Mercedes S-класу W140. Після витонченого «сто двадцять шостого» «сто сороковий» видавався рідкісним важкоатлетом. Він першим отримав двигун V12. Шестилітровий двигун видавав спочатку 400 к.с. і 580 Н•м, а трохи пізніше — 394 к.с. і 570 ньютон-метрів. Крім цього агрегату в S-класу було ще шість бензинових і дизельних потужністю від 148 до 320 сил. Після рестайлінгу «сто сороковий» в 1994 році мерседесовці ввели нове позначення моделей, відповідно до якого літера S ставиться перед індексом двигуна: наприклад, S 600L замість 600 SEL. Всього за сім років було випущено понад 406 тисяч седанів W140.

## Mercedes-Benz W220 (1998—2005)

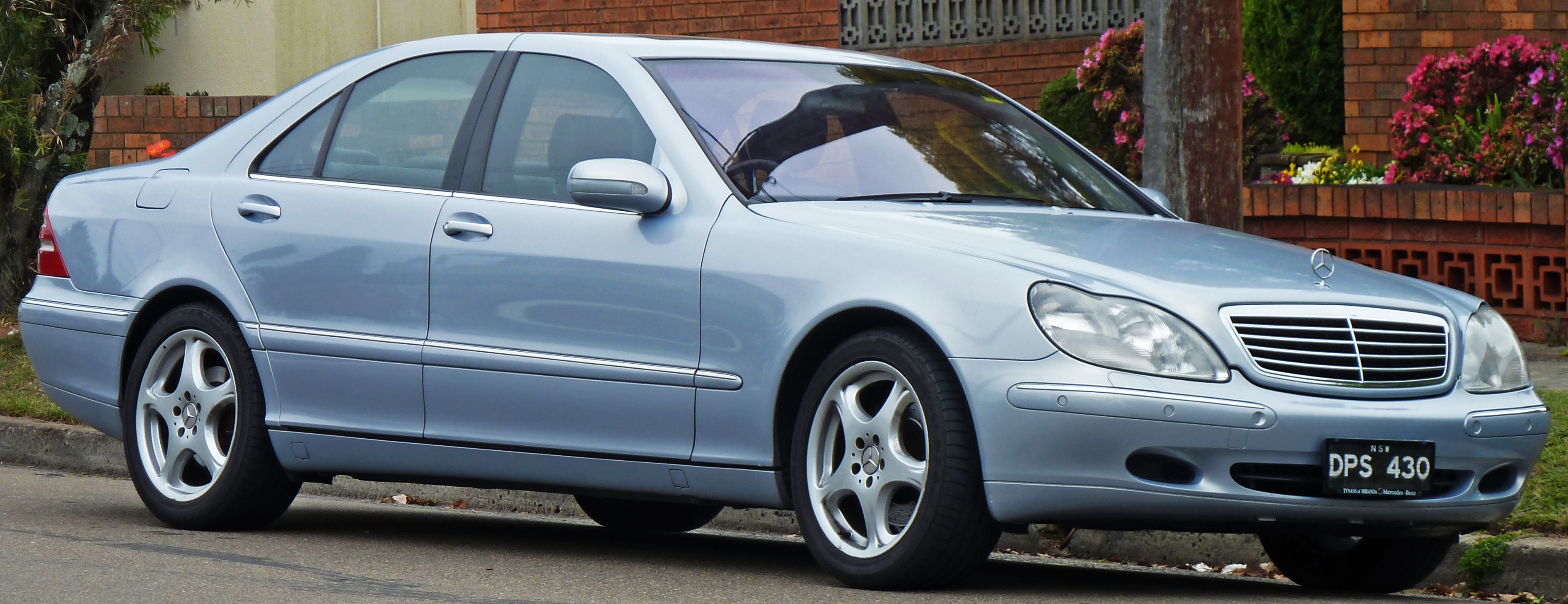
Mercedes-Benz S 430 (W220)

До середини 90-х у Мерседеса виникла потреба з більш молодою аудиторією: марка готувалася до появи нових моделей С- і А-класів. Під прицілом маркетологів опинилися клієнти BMW. Мерседес в 1998 році виступив новий S-клас W220. Автомобіль вражав елегантністю: плавні лінії кузова знайшли відображення в затишному інтер'єрі. Асоціації з кабінетними меблями пішли в минуле. Протягом конвеєрного життя на автомобіль ставили 14 двигунів, включаючи 500-сильний бітурбодвигун V12 (S 600) і його 612-сильну версію від ательє AMG (S 65 AMG). «Двохсот двадцятий» став першим повноприводним S-класом і піонером впровадження системи превентивної безпеки Pre-Safe. У підвісці крім пневмопружини з'явилися електронно-керовані амортизатори й активні гідроопори системи ABC. До 2006 року було випущено 485 тисяч W220.

## Mercedes-Benz W221 (2005—2013)

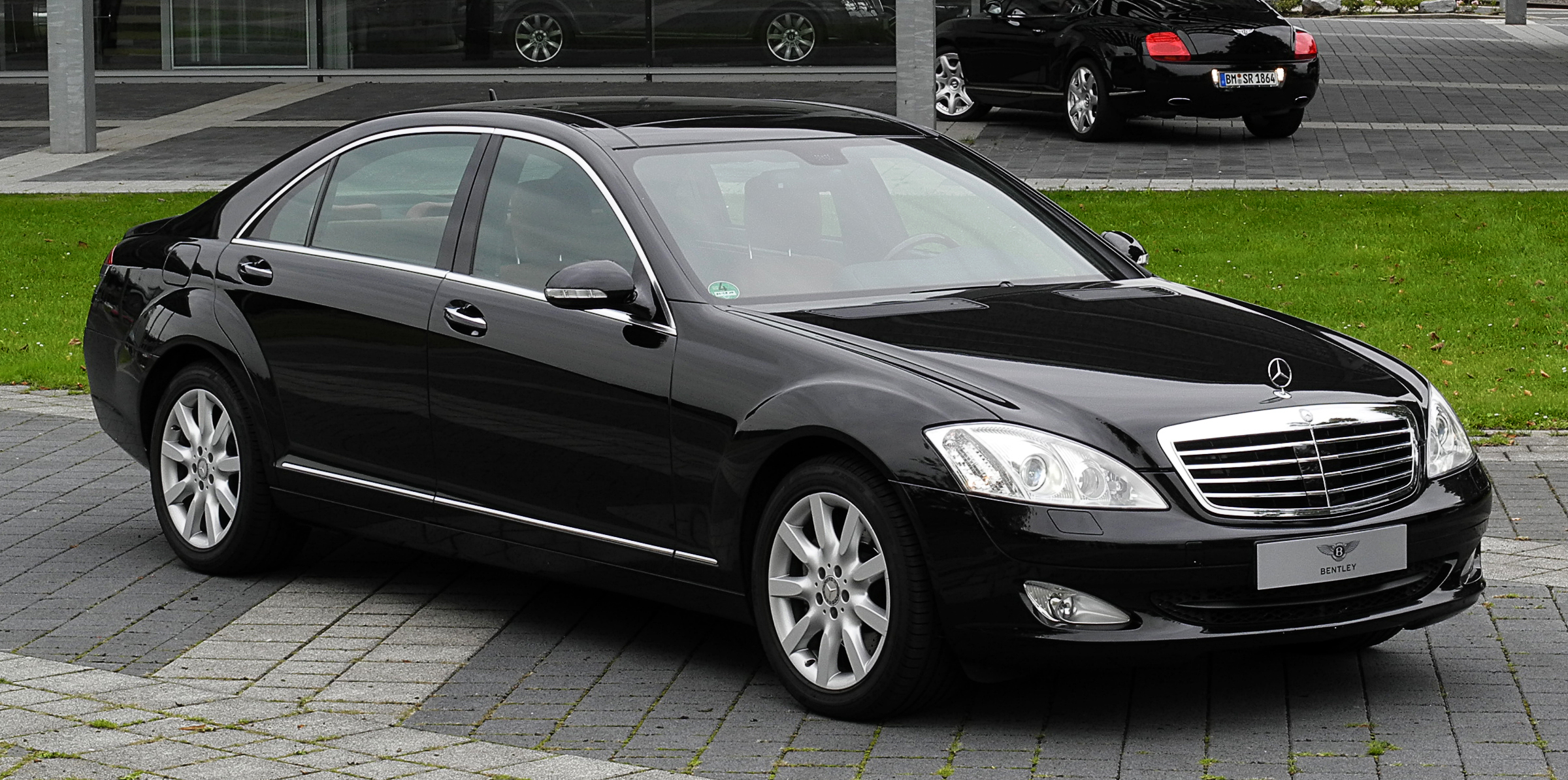
Mercedes-Benz S 320 CDI 4MATIC L (V221)

Сучасний S-клас був вперше показаний публіці восени 2005-го року. В екстер'єрі автомобіля (особливо в об'ємних арках коліс) явно проглядаються мотиви ретро-стайлінгу. Відчувається також вплив лімузина Maybach W240. Пакет електронних систем включає найсучасніші і різноманітні системи безпеки і комфорту, за якими Mercedes-Benz зберігає лідируючі позиції у світі. Модельний ряд включає дизельні моделі S320 CDI та S420 CDI, а також бензинові S300 (для експорту до Азії) і S350 з V6, а також S450 і S500 з V8 (в США - S550) і S600 з V12. Топ-моделями вважаються дві моделі AMG S63 і S65. У 2008-му році через різке зростання світових цін на паливо і зацікавленості громадськості в «зелених» технологіях, вперше в історії S-класу з'явилася гібридна модель S400 Hybrid. 
У 2009 році серія W221 піддалася рестайлінгу, а також отримала опціонну повноприводну трансмісію і ряд нових електронних систем і екологічні дизельні версії Bluetec з фільтрами у випускній системі. З кінця 2010 року в серії W221 з'явилися нові дизельні моделі S250 CDI, S350 CDI та S350 CGI і S500 CGI.

## Mercedes-Benz W222 (2013—2020)

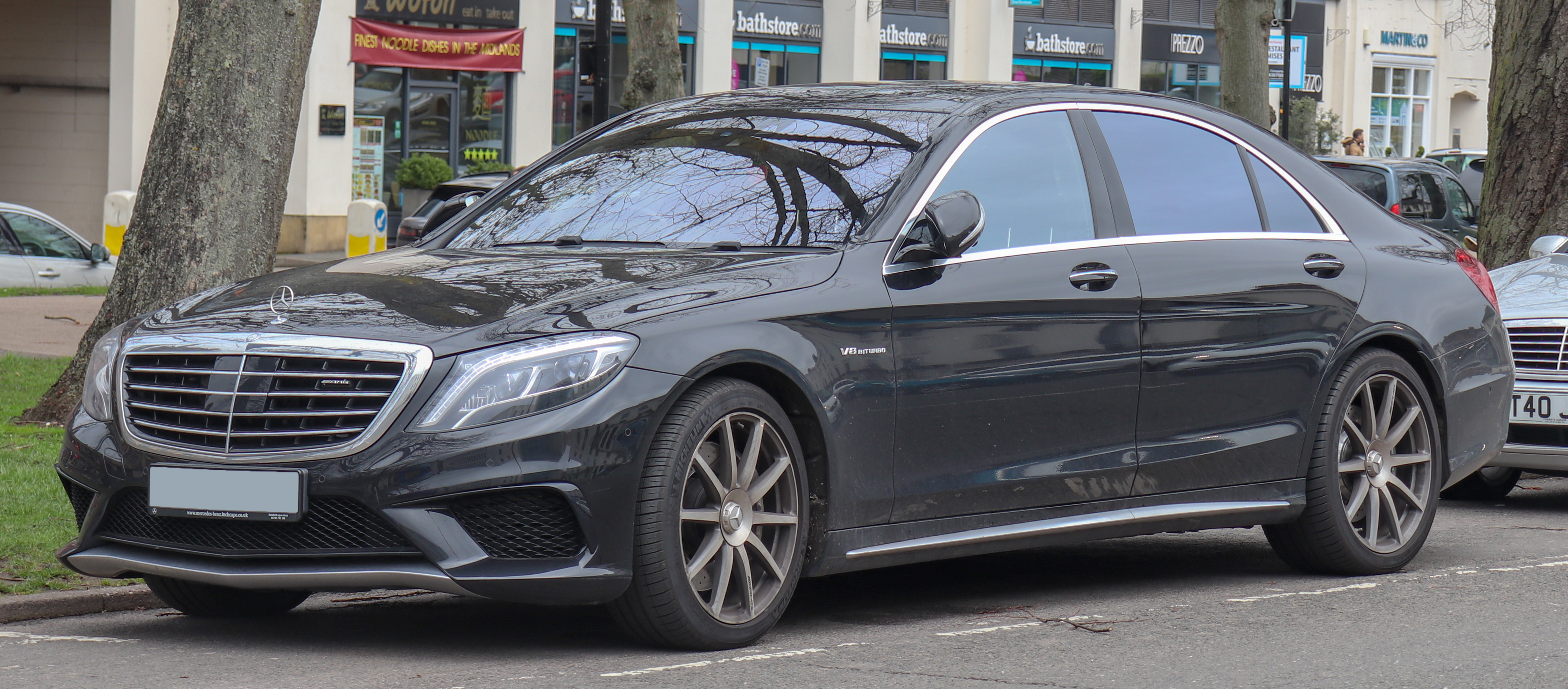
Mercedes-Benz AMG S 63 L (W222)

Нове покоління S-класу з індексом W222 представлено 15 травня 2013 році. Нове покоління автомобілів S-класу доступне в кузові седан (в трьох варіантах довжини), купе (замінило купе CL-класу (C216)), кабріолет, Maybach та S600 Pullman.
У 2014 році відбувся редизайн моделі, основними результатами якого було зростання як технологічних показників, так і показників комфорту. Цей флагманський автомобіль оснащений ультрасучасними технологіями. Багатофункціональна система безпеки керується програмою «Intelligent Drive», яка включає в себе широкий спектр радарних датчиків і камер. Активний круїз-контроль «Distronic Plus» не тільки дотримується дистанції перед машиною попереду, але і буде дотримуватися потрібної смуги руху, не залежно від зміни швидкості. 
Також, в 2016 році, компанія Мерседес представила абсолютно несподіваний продукт - трохи іншу версію S 600, створену спільно з інженерами Maybach.  
Нове покоління Mercedes-Benz S 600 відрізняється неймовірно сучасним й елегантним дизайном, все в якому буквально кричить про високе призначення даного автомобіля. Творці на славу попрацювали над досягненням ідеально правильних пропорцій, підвищенням жорсткості кузова і наданням даному седану більш аеродинамічної форми. Збільшилася довжина і ширина кузова, колісна база залишилася без змін, а ось висота зменшилася до 1,49 м. При цьому автомобіль виглядає дуже природно. Зміни не могли не торкнутися першого елемента, який впадає в очі, - решітки радіатора, яку збільшили і дещо видозмінили. Саме по ній можна визначити, яка перед Вами модель - Mercedes-Benz S 600 або все-таки Mercedes-Maybach S 600, достатньо просто поглянути на форму тонких горизонтальних перекладин: одинарні для оригінального S 600 і здвоєні для Мерседес-Майбах. 
Новий «шестисотий» Mercedes комплектується потужним 6.0-літровим двигуном V12 з турбонаддувом. Даний агрегат поєднує у собі вражаючу силу 530 коней. Трансмісія представлена стандартною 7-ступінчастою автоматичною коробкою передач, яка працює у парі з системою заднього приводу. За офіційними даними у змішаному циклі витрата палива складає 11,5 л/100 км, а розгін до 100 км/год займає всього лише 4,6 секунди.  
Три варіанти графіки приладової панелі дозволяють налаштувати автомобіль під свій характер. На дисплей також можна вивести карту навігації тощо. Активувавши систему нічного бачення, циферблати акуратно посуваються і на екрані спливає чорно-біла картинка камери, на якій в червоних квадратиках відображаються пішоходи, машини та інші рухомі об'єкти, що можуть становити небезпеку. Люди можуть йти і бігти в будь-якому напрямку і під будь-яким кутом до напрямку, авто їх все одно бачить. Картинка надходить зі стереоскопічної відеокамери, що працює в поєднанні з двома інфрачервоними світлодіодними фарами.

## Mercedes-Benz W223 (з 2020)

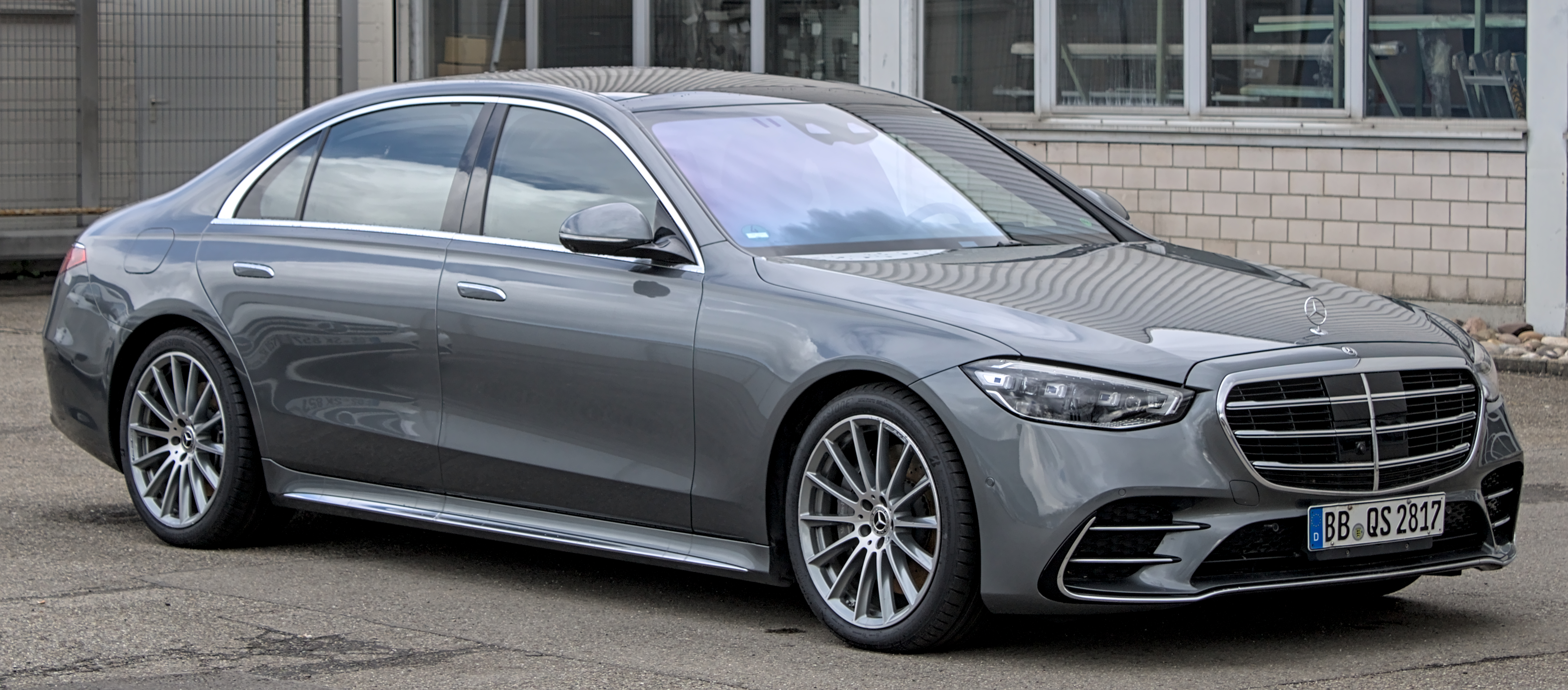
Mercedes-Benz S 350 d 4MATIC (W223)

Восени 2020 року відбулася прем'єра Mercedes S-класу W223. До лінійки двигунів увійшли «шістки», «вісімки» і гібриди. У строю залишився і старий V12, але тільки для версій Maybach і Guard. S-клас вперше отримав повнокероване шасі в двох варіантах: актуатори здатні повертати задні колеса на 4,5 або на 10 градусів. У другому випадку діаметр розвороту скоротився на два метри (менше 11 м).
Автомобіль красує активною гідропневматичною підвіскою E-Active Body Control, що працює від 48-вольтової бортової мережі. Вона здатна контролювати ступінь пружності пружин і опір амортизаторів на кожному колесі окремо, тому краще протистоїть нерівностей, крену і клювкам, а також може підняти кузов на 80 мм перед боковим ударом. Вперше в індустрії - фронтальні подушки безпеки для пасажирів другого ряду, зашиті в спинки передніх крісел. На європейському ринку вартість новинки оголошена від €93 438.
У 2024 році дебютувала високопродуктивна плагін-гібридна версія S-класу AMG S 63 E Performance потужністю 791 к.с.

## Порівняння моделей
| Назва | Роки виробництва | Виготовлено екз. | Стартова ціна (з ПДВ) |
| ----- | ---------------- | ---------------- | --------------------- |
| W116: | 1972–1980        | 473.035          | 23.800 DM             |
| W126: | 1979–1991        | 818.036          | 35.900 DM             |
| W140: | 1991–1998        | 406.532          | 79.000 DM             |
| W220: | 1998–2005        | 485.000          | 113.000 DM            |
| W221: | 2005–2013        | > 500.000        | 72.000 €              |
| W222: | 2013–2020        | > 200.000        | 80.000 €              |
| W223: | 2020–наші дні    | -                | -                     |